# Benšetov graben
Benšetov graben je potok, ki izvira v Želimeljski dolini nad jugovzhodnim robom Ljubljanskega barja in se izliva v potok Želimeljščica, ki teče skozi vas Želimlje. Ta se severno od Iga kot desni pritok izliva v reko Iščico, ki se nato izliva v Ljubljanico.